# SMS Elsass
«Ельзас» (нім. SMS Elsass) — німецький військовий корабель, другий пре-дредноут типу «Брауншвейг» Імператорських військово-морських сил Німеччини. Перший корабель, названий на честь імперської провінції Ельзас, нині французький регіон Ельзас.
«Ельзас» був закладений на верфі компанії Schichau-Werke у Данцигу. 26 травня 1903 року він був спущений на воду, а 29 листопада 1904 року увійшов до складу ВМС Німецької імперії, хоча аварія під час морських випробувань затримала завершення процедури введення до травня 1905 року. Його сестринськими кораблями були «Брауншвейг», «Гессен», «Преуссен» і «Лотрінген». Корабель був озброєний батареєю з чотирьох 280-мм (11 дюймових) гармат і мав максимальну швидкість 18 вузлів (33 км/год). Як і всі інші попередні пре-дредноути, побудовані на рубежі століть, «Ельзас» швидко застарів після спуску на воду революційного «Дредноута» у 1906 році; в результаті його кар'єра як бойового лінкора не склалася.
Після введення в експлуатацію корабель служив у II ескадрі німецького флоту, і в цей період він залучався до щорічних інтенсивних тренувань, а також здійснював візити ввічливості до зарубіжних країн. Перевершений новими лінкорами-дредноутами, «Ельзас» був виведений з бойового складу Кайзерліхмаріне у 1913 році. Через рік, після початку Першої світової війни, його повернули до строю та включили до VI бойової ескадри. «Ельзас» брав участь у бойових діях у Балтійському морі проти російського флоту. У серпні 1915 року лінкор активно діяв у битві в Ризькій затоці, під час якої вступив у бій з російським броненосцем «Слава». У 1916 році його відправили до резерву через неукомплектованість екіпажу та загрозу британських підводних човнів, що діяли на Балтиці, і решту війни він провів як навчальний корабель.
Після війни за умовами Версальського договору корабель був залишений у складі флоту Веймарської республіки; у 1923—1924 роках пройшов модернізацію. «Ельзас» служив у Рейхсмаріні з надводним флотом до 1930 року, проводячи навчальні походи та відвідуючи іноземні порти, як і раніше у своїй кар'єрі. У 1930 році його знову вивели в запас, а наступного року виключили з військово-морського реєстру. Застарілий лінкор був проданий компанії Norddeutscher Lloyd наприкінці 1935 року та розібраний на брухт наступного року.